# Guy Auffray
Pour les articles homonymes, voir Auffray.
Guy Auffray, né le 8 février 1945, à Diénay (Côte-d'Or) et mort le 10 janvier 2021, à Poissy, est un judoka français dans la catégorie des moins de 80 kg.
Sa période active en compétition commence en 1967 et se termine en 1976.
En 1971, il est champion d'Europe de sa catégorie et médaillé de bronze par équipes lors de ce championnat.
En 1971 également, il est médaillé de bronze dans sa catégorie aux championnats du monde.
En 1973, il est médaillé d'argent lors des championnats d'Europe.
Son grade final est : ceinture rouge 9e DAN.